# 313 (Disney)
La 313 è, nell'universo immaginario della Disney, l'automobile di Paperino.

## Caratteristiche
È una piccola utilitaria di colore rosso e blu, targata 313 a due posti; il bagagliaio, nonostante le ridotte dimensioni, viene impiegato per trasportare tutti e tre Qui, Quo e Qua, i nipoti di Paperino, quando il posto accanto al guidatore viene occupato solitamente da Paperina o zio Paperone, o più occasionalmente da altri personaggi. Viene rappresentata con la carrozzeria di colore rosso con parafanghi blu, con il radiatore e i cerchi delle ruote gialli, oppure con colori invertiti, a seconda del disegnatore.
Il modello è quello della Belchfire Runabout, immaginario produttore di automobili; la macchina è stata costruita nel 1934. Ha un motore bicilindrico Mixwell del 1920 a raffreddamento ad acqua (non è raro che al protagonista si guasti il radiatore) dotata di trazione anteriore, un cambio a 4 marce, una carrozzeria decappottabile Dudge del 1922, dei semiassi Paclac e ruote di falciatrice. Diverse fonti suggeriscono che le linee dell'auto siano riconducibili alla American Bantam Model 60, sebbene questa vettura mancava del sedile che nei fumetti é tradizionalmente occupato dai nipoti di Paperino.

## Storia editoriale
Compare una prima versione priva di targa nel cortometraggio animato Paperino innamorato del 1937; la versione definitiva con la targa esordì nella striscia a fumetti pubblicata sui quotidiani negli USA il 9 agosto 1939, scritta da Bob Karp e disegnata da Al Taliaferro. Negli anni immediatamente successivi Paperino avrà anche altre vetture, ma soltanto la 313 continuerà a essere disegnata, venendo consacrata a unica auto di Paperino già da Carl Barks. Nella storia di Don Rosa Paperino e l'auto a pezzi (1987), Paperino dice di averla costruita personalmente, assemblando pezzi di altre auto.
Già nelle strisce di Taliaferro la 313 ha una funzione umoristica, dal momento che si rompe spesso e ha costante bisogno di riparazioni, molto problematiche nelle storie dagli anni '70 in poi dal momento che i pezzi di ricambio sono introvabili, apparendo di fatto l'automobile come un vero e proprio pezzo d'epoca.
Gli autori italiani riprendono la 313 affidandole anche altri "ruoli" oltre a quello di vecchio catorcio sempre pronto a guastarsi (ad esempio, in Paperino e l'amica a quattro ruote (1991) la 313 si trasforma in un'imbattibile auto da corsa grazie all'utilizzo di due pistoni alieni senzienti). In Paperino e il segreto della 313 (1995), Fabio Michelini e Massimo De Vita immaginano un'origine alternativa della 313: essa non sarebbe stata costruita da Paperino, ma acquistata da lui in Messico dove si trovava insieme a Paperina per recitare in un film (il "film" in questione - anche se mai esplicitamente nominato nella storia - è il cartone animato Disney Paperino innamorato
, dove Paperina fa la sua prima apparizione come Donna Duck); un truffatore la vende all'ingenuo Paperino per soli mille pesos (che il papero si procura rivendendo il suo asino) spacciandola per una vera occasione, ma il nostro eroe scopre presto che è stato turlupinato; tuttavia un eremita-mago le fa un incantesimo per renderla potentissima per pochi giorni, in modo da farla apparire bella a Paperina. In seguito, l'auto torna la carretta di sempre, ma le resta una "scintilla di vita": secondo Pico de Paperis, grazie ad essa talvolta la 313 si romperebbe solo per evitare che Paperino finisca in qualche pericolo. 
Una storia successiva, Vendesi 313 telefonare Paperino (1997), sottolinea il fatto che l'auto non sia stata assemblata dal papero ma acquistata: in tale fumetto la 313 viene definita uno dei più grandi insuccessi commerciali della storia, a causa dell'inaffidabilità del suo motore, ma Paperino, che le è molto affezionato, non vuole separarsene neanche quando gli viene offerta una cifra considerevole. Un primo incontro tra Paperino e la 313 avviene quando il papero è piccolo e vive a Quack Town nell'episodio n.2 della saga Paperino Paperotto e la strada per Appaloosa (2009), in cui la vede presso il salone dell'auto a Ducktroit. Paperino promette che la comprerà ma gli amici la criticano, e il direttore del salone afferma che «È l'unico che abbia apprezzato quel modello!» e gli dona un portachiavi con la riproduzione dell'auto. Paperino è costretto a lanciarla contro due malintenzionati promettendo all'auto «Ci rincontreremo!»

## Altre versioni
Con la nascita del personaggio di Paperinik, identità segreta di Paperino, anche la 313 "si adegua"; Archimede Pitagorico la modifica più volte, dapprima sviluppando le idee del diario di Fantomius, poi aggiungendovi ogni sorta di trucchi e marchingegni di sua invenzione: la 313 diventa così in grado di spruzzare olio per terra e rilasciare gas starnutifero, e il suo motore non fa il minimo rumore quando è attivo. Grazie a ulteriori modifiche (sempre apportate da Archimede) la 313 è anche in grado di volare e di "nuotare" sulla superficie dell'acqua, rendendola una sorta di versione "disneyana" della Batmobile. Spesso ci si riferisce a lei come alla 313-X: infatti Archimede le ha montato una targa mobile, che si trasforma da "313" a "X" e poi grazie ad una speciale sostanza può cambiare colore da rossa e blu a nera.
La 313 appare brevemente anche nella serie PK - Paperinik New Adventures (nei numeri Zero, Zero/3 e 12) e in alcuni episodi del reboot Pk-Pikappa. Un episodio di PKNA Speciale 98 è dedicato interamente ad essa (qui viene ripresa l'idea di 313 "viva", delineata nella già citata Paperino e il segreto della 313). Nel luglio del 2013 la 313-X (chiamata 313-Xtreme) viene allegata a Topolino, completa di alcuni gadget, in cinque parti dal nº3006 al nº3010. Il cambio di nome è derivato, all'interno della storia relativa, dalla scelta di Archimede di installare dei nuovi gadget, versioni migliorate della dotazione standard di Paperinik.
Nella saga Universo PK, comparsa sulla testata Paperinik Appgrade e ambientata in una continuity alternativa, ibrida tra la continuity primaria e quella di PK - Paperinik New Adventures, la 313-X continua ad avere un ruolo preminente: anziché essere dismessa, viene dotata di gadget ancora più perfezionati e letali nei confronti degli Evroniani da Archimede Pitagorico, finanziato da Paperon de' Paperoni in persona. La "nuova" 313-X è in grado di volare ed è dotata di nuovi scudi e armi; sul cofano, compare il logo "PK" (Archimede voleva originariamente dipingerci il nome Paperinik, ma non bastava lo spazio).